# Farol da Ponta das Contendas
O Farol da Ponta das Contendas, ou Farol das Contendas, localiza-se na ponta das Contendas, na Ilha Terceira, nos Açores.

## História
Foi inaugurado no dia 1 de fevereiro de 1934, tendo sido registrado:
"Depois de tudo preparado e chagada a hora do acendimento a convite do chefe do farol, acendeu e pôs em marcha o aparelho óptico, o Exmo. Sr. Capitão do Porto, que em seguida fez uma alocução ao pessoal." (in: Livro do Registo Diário do Farol, 1 de fevereiro de 1934.)

## Características
- Nº nacional: 745.
- Nº internacional: D-2664

Constitui-se em uma torre prismática branca com treze metros de altura encimada por cúpula vermelha, e um edifício anexo.